# Elst (Utrecht)
Pour les articles homonymes, voir Elst.
Elst est un village situé dans la commune néerlandaise de Rhenen, dans la province d'Utrecht. Le 1er janvier 2007, le village comptait 4 220 habitants.
Jusqu'au 1er janvier 2006, une partie du village appartenait à la commune d'Amerongen. La carte ci-contre indique encore cette situation.
Elst est situé sur la rive droite du Rhin inférieur.

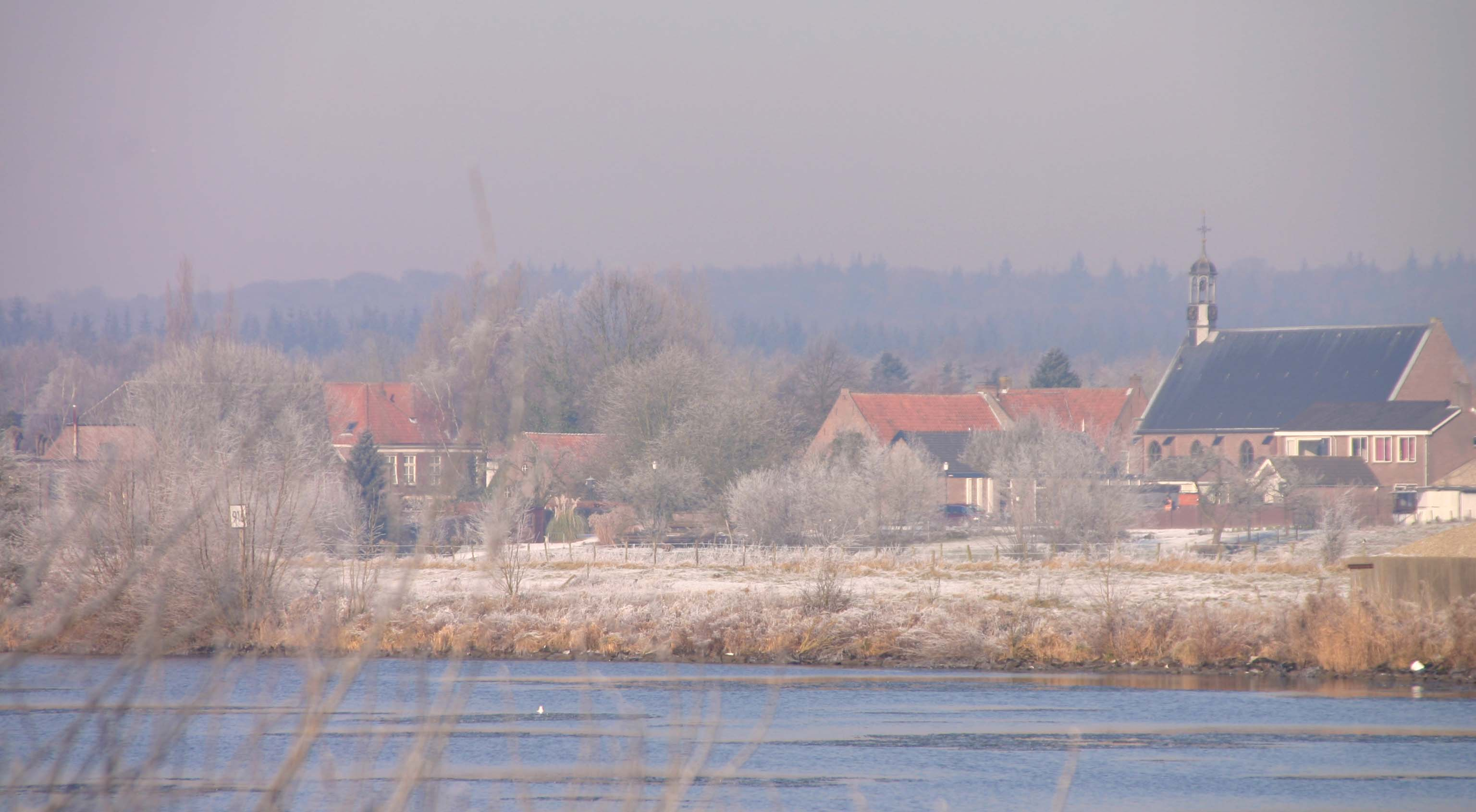
Vue sur Elst depuis l'autre rive du Rhin inférieur

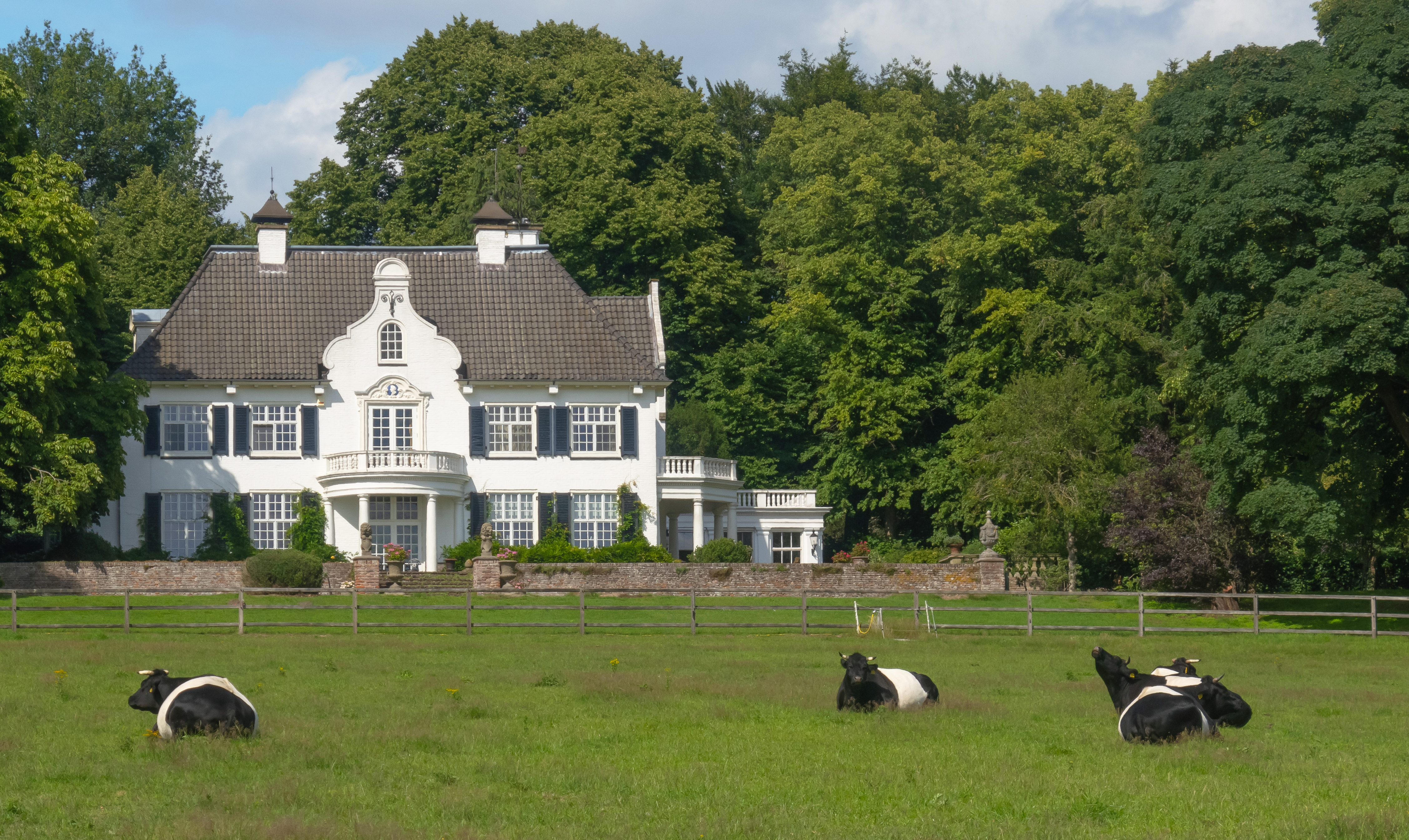
Le domaine De Tangh